# Michael Horton
Michael Horton (Londra, 5 settembre 1952) è un attore statunitense, divenuto noto grazie all'interpretazione di Grady Fletcher, nipote imbranato e ingenuo di Jessica Fletcher, nella serie La signora in giallo.

## Filmografia parziale

### Cinema
- Cavalli di razza (The Lords of Discipline), regia di Franc Roddam (1983)
- Tale padre tale figlio (Like Father Like Son), regia di Rod Daniel (1987)
- Balla coi lupi (Dances with Wolves), regia di Kevin Costner (1990)
- Primo contatto (Star Trek: First Contact), regia di Jonathan Frakes (1996)
- Star Trek - L'insurrezione (Star Trek: Insurrection), regia di Jonathan Frakes (1998)

### Televisione
- Colombo (Columbo) – serie TV, episodio 7x05 (1978)
- La signora in giallo (Murder, She Wrote) – serie TV, 12 episodi[1] (1984-1995)
- Cuore e batticuore (Hart to Hart) – serie TV, episodio 5x13 (1984)
- Star Trek: Voyager – serie TV, episodio 4x17 (1998)

## Doppiatori italiani
Nelle versioni in italiano delle opere in cui ha recitato, Michael Horton è stato doppiato da:
- Roberto Del Giudice in La signora in giallo
- Vittorio De Angelis in Tale padre tale figlio
- Francesco Pannofino in Balla coi lupi
- Angelo Nicotra in The Learning Curve